# 프리피야티 소택

프리피야티 소택(우크라이나어: Прип'ятські болота, 벨라루스어: Пінскія балоты)은 프리피야티강 유역의 거대한 소택으로, 서로는 브레스트, 동북으로는 마힐료우, 동남으로는 키예프에 이른다. 벨라루스와 우크라이나의 국경지대(폴레시아)를 이루며, 유럽에서 가장 거대한 습지에 속한다. 이 일대에서 가장 큰 도시는 벨라루스의 핀스크다.

## 같이 보기
- 우크라이나의 지리